# Anyphaena pretiosa
Anyphaena pretiosa là một loài nhện trong họ Anyphaenidae.
Loài này thuộc chi Anyphaena. Anyphaena pretiosa được Richard C. Banks miêu tả năm 1914.